# Евокс ет Мениј
Евокс ет Мениј (фр. Evaux-et-Ménil) насеље је и општина у Француској у региону Лорена, у департману Вогези.
По подацима из 2011. године у општини је живело 350 становника, а густина насељености је износила 70,0 становника/km².

## Демографија
| 1962. | 1968. | 1975. | 1982. | 1990. | 2011. |
| ----- | ----- | ----- | ----- | ----- | ----- |
| 232   | 214   | 187   | 231   | 233   | 350   |